# John Gordon (Erzbischof)
John Gordon (* 25. Juli 1912 in Clare Castle, County Clare, Irland; † 30. Januar 1981 in Rom) war ein römisch-katholischer Erzbischof und vatikanischer Diplomat.

## Leben
John Gordon empfing am 7. März 1936 das Sakrament der Priesterweihe für das Erzbistum Neapel.
Am 10. Februar 1962 ernannte ihn Papst Johannes XXIII. zum Titularerzbischof von Nicopolis ad Nestum und bestellte ihn zum Apostolischen Delegaten in Thailand. Der Kardinalstaatssekretär Amleto Giovanni Kardinal Cicognani spendete ihm am 24. Juni desselben Jahres die Bischofsweihe; Mitkonsekratoren waren der Weihbischof in Dublin, Patrick Joseph Dunne, und der Apostolische Nuntius in Albanien, Erzbischof Leone Giovanni Battista Nigris.
Am 19. August 1967 wurde John Gordon von Papst Paul VI. zum Apostolischen Pro-Nuntius in Südafrika und Lesotho ernannt. Am 11. August 1971 wurde John Gordon Apostolischer Pro-Nuntius in Indien. Paul VI. berief ihn am 11. Juni 1976 zum Apostolischen Pro-Nuntius in den Niederlanden. Von diesem Amt trat Gordon im November 1978 zurück.
John Gordon nahm an der zweiten und vierten Sitzungsperiode des Zweiten Vatikanischen Konzils teil.